# 四條畷市立四條畷小学校
四條畷市立四條畷小学校（しじょうなわてしりつ しじょうなわてしょうがっこう）は、大阪府四條畷市大字中野にある公立小学校。

## 沿革
（沿革節の主要な出典は公式サイト）
明治時代初期に当時の讃良郡中野村（町村制施行で甲可村）に開設された、堀溝郷学校の分校に起源を持つ。堀溝郷学校は当時の讃良郡19か村（現在の四條畷市全域および寝屋川市南部）を校区とし、地域内に複数の分校が設置されていた。当校と同じく堀溝郷学校を起源とする小学校として、現在の寝屋川市立南小学校（堀溝郷学校本校の後身）・寝屋川市立東小学校（当時の秦村に設置された分校の後身）・四條畷市立田原小学校（当時の田原村に設置された分校の後身）がある。
その後学校の分離や統合などを経て、1886年5月29日に甲可（こうか）小学校として校舎を新築した。学校沿革史では、甲可小学校の発足をもって学校創立と位置づけている。
その後1932年に村の名称が四條畷村に改称されたことに伴い、新しい村名にあわせて四條畷小学校に名称変更している。昭和時代初期までは現在の四條畷市民総合センター付近に校舎があったが、1934年の室戸台風で校舎に被害を受けたことをきっかけに現在地に新築移転している。
1960年代後半から1970年代にかけ、児童数増加に伴って4小学校を分離している。
- 明治5年6月14日（1872年7月19日） - 堀溝郷学校中野分校として設立。
- 1873年5月10日 - 学制発布により、第三大学区十八中学区堺県河内国第五十八番小学校中野出張校と称する。
- 1886年（明治19年）5月29日 - 校舎を新築、甲可小学校と称する。この日を創立記念日とする。
- 1887年 - 讃良郡甲可尋常小学校と改称。
- 1896年 - 郡の合併により、北河内郡甲可尋常小学校と称する。
- 1913年（大正2年）4月 - 高等科を併置。北河内郡甲可尋常高等小学校と改称。
- 1932年（昭和7年） - 北河内郡四條畷尋常高等小学校と改称。
- 1934年9月21日 - 室戸台風で校舎被害。
- 1938年5月 - 現在地に校舎落成し、移転。
- 1941年4月1日 - 国民学校令により、北河内郡四條畷国民学校と改称。
- 1947年4月1日 - 学制改革により、四條畷村立小学校と改称。
- 1947年7月1日 - 四條畷町の町制施行により、四條畷町立小学校と改称。
- 1961年6月25日 - 四條畷町・田原村の合併に伴い、四條畷町立四條畷小学校と改称。
- 1969年4月1日 - 四條畷市立四條畷南小学校を分離。
- 1970年7月1日 - 四條畷市の市制施行により、四條畷市立四條畷小学校と改称。
- 1973年4月1日 - 四條畷市立忍ヶ丘小学校を分離。
- 1974年4月1日 - 四條畷市立四條畷東小学校を分離。
- 1977年4月1日 - 四條畷市立岡部小学校を分離。

## 通学区域
- 四條畷市 清滝新町、清滝中町、大字清瀧、大字逢阪、中野1丁目～3丁目、大字中野、塚脇町、南野1丁目（一部）、南野2丁目～6丁目、大字南野。

卒業生は、四條畷市立四條畷中学校に進学する。

## 交通
- 片町線（学研都市線） 忍ケ丘駅 南へ約800m。